# Imperial Futebol Clube (Paraná)
O Imperial Futebol Clube é um clube de futebol sediado em Curitiba, capital do estado do Paraná. Foi fundado em 1955 e atualmente disputa o Campeonato Amador da Capital.
Em 2014, o Imperial formou uma equipe de futebol feminino, que no qual disputa o Campeonato Paranaense da modalidade desde 2017. No ano de 2022, o clube firmou uma parceria com o Coritiba e no mesmo ano disputou o Campeonato Brasileiro - Série A3.